# Rabo Scanner

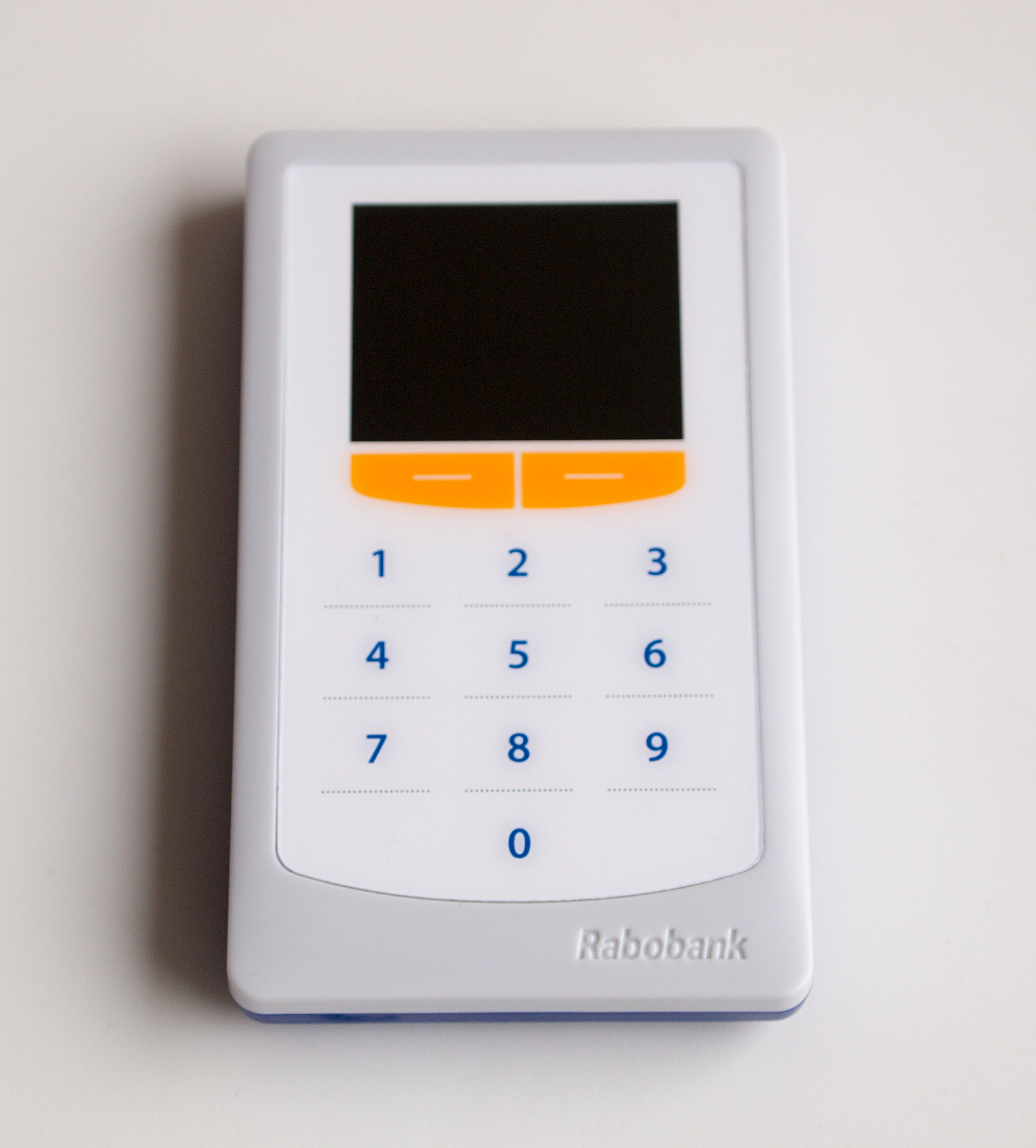
Rabo Scanner

PhotoTAN kleurcode

De Rabo Scanner is een specifiek type Digipass voor klanten van Rabobank voor het gebruik van internetbankieren inclusief iDEAL-betalingen. De Rabo Scanner is de opvolger van de Random Reader. De Rabo Scanner is van vergelijkbaar formaat als de Random Reader, maar biedt door het gebruik van een display en een camera meer mogelijkheden voor beveiliging van het inloggen en het uitvoeren van mutaties zoals digitaal bevestigen van betalingen, contracten en wijzigingen. Er kan zo meer informatie doorgegeven worden aan de Digipass zonder dat dit de gebruiker belast en de verificatie van rekeningnummer en bedrag gebeurt nu op de Digipass zelf wat bijvoorbeeld een Man-in-the-browser-aanval bemoeilijkt. De kleurcodes worden gegenereerd als photoTAN-code.

## Techniek
De Rabo Scanner is ontwikkeld en geproduceerd door Vasco en heeft afmetingen van 100×60×15 mm, een kleurendisplay, een camera, een capacitief toetsenbord en wordt gevoed door drie AAA batterijen. De Rabo Scanner maakt gebruik van CrontoSign versie 7 voor de omgang met de kleurcodes.
Het apparaat bevat een ingebouwde camera en een numeriek toetsenbord. De pinpas kan er van bovenaf worden ingeschoven. Bij het inloggen of overboeken via het internet verschijnt een kleurcode, een vierkante afbeelding met rode, groene en blauwe stippen op het computerscherm. Na het insteken van de pinpas en invoeren van de pincode moet de klant deze kleurcode met de camera scannen. Daarna geeft de Rabo Scanner een inlog- of signeercode die de klant op het computerscherm moet intoetsen.
De visuele weergave in het display kent meerdere varianten afhankelijk van het gebruik. Bij een enkele betaalactie wordt het rekeningnummer van de ontvanger en het bedrag weergegeven. In sommige gevallen wordt hierbij een naam van de ontvanger weergegeven in plaats van een rekeningnummer. Bij meerdere betaalacties wordt het aantal acties en het totaalbedrag weergegeven. Er zijn ook modi aanwezig voor bevestiging van een bankpasaanvraag en het bevestigen van een wijziging in de contactgegevens.